# 張能恭
張能恭（？—？），字禮言，福建福寧州人。明朝解元。

## 生平
崇禎三年（1630年），張能恭中式庚午科福建鄉試第一名舉人（解元）。以授徒為業。獲薦授知州，以母病辭不赴

## 著作
著有《禹貢訂傳》。